# Жан Анрі Дюнан
Жан Анрі́ Дюна́н (фр. Jean Henri Dunant; 8 травня 1828 — 30 жовтня 1910) — швейцарський підприємець і громадський діяч, організатор та співзасновник Міжнародного руху Червоного Хреста. У 1901 році отримав першу Нобелівську премію миру разом з Фредеріком Пассі, ставши першим швейцарським нобелівським лауреатом.
Під час відрядження в 1859 р. Дюнан був свідком наслідків битви під Сольферіно в сучасній Італії. Свої спогади та переживання він записав у книзі «Пам'ять про Сольферіно», яка надихнула на створення Міжнародного комітету Червоного Хреста (МКЧХ) у 1863 р. Женевська конвенція 1864 р. була заснована на ідеї Дюнана щодо діяльності незалежної організації, яка займається доглядом за пораненими солдатами. Дюнан був засновником швейцарського відділення Християнської асоціації для юнаків YMCA.

## Життєпис

### Дитинство та юність
Жан Анрі Дюнан народився в Женеві, Швейцарія, в 1828 році у сім'ї бізнесмена Жана Жака Дюнана та Антуанетти Дюнан-Колладон. Його сім'я була віруючими кальвіністами і мала значний вплив у суспільстві Женеви. Його батьки підкреслювали цінність соціальної роботи, батько активно допомагав сиротам та достроково звільненим в'язням, а мати працювала з хворими та бідними людьми.
У 18 років Дюнан приєднався до Женевського товариства надання милостині. У наступному році він разом зі своїми друзями заснував «Асоціацію четверга», вільну групу юнаків, яка збиралася для вивчення Біблії та допомоги бідним. Більшу частину свого вільного часу вони проводили під час відвідування в'язниць та проводження соціальної роботи найбіднішим верствам населення. 30 листопада 1852 року він заснував Женевський відділ YMCA, а через три роки взяв участь у паризькій нараді, присвяченій її міжнародній діяльності та планів розвитку.
У 1849 році, у 21 річному віці, Дюнан покинув Женевський коледж через погані оцінки і розпочав навчання у комерційній фірмі, яка займалась обміном валют та фінансовим переказом грошей. Після успішного завершення навчання він залишився співробітником банку.

### Підприємницька діяльність
У 1853 році Дюнан відвідав Алжир, Туніс і Сицилію, працюючи на компанію ‘’Колонії Сетіфа’’ (Compagnie genevoise des Colonies de Sétif). Незважаючи на невеликий досвід, він успішно виконав доручення компанії. Натхненний поїздкою, він написав свою першу книгу ‘’Повідомлення про регентство Тунісу’’ (Notice sur la Régence de Tunis), опубліковану в 1858 році.
У 1856 році він створив бізнес для роботи в закордонних колоніях, і після отримання земельного дозволу від французької колоніальної влади в Алжирі відкрив борошномельну компанію в Мон-Джеміла (нині Алжир). Однак права на землю та воду не були чітко визначені, а колоніальна влада не особливо співпрацювала. В результаті Дюнан вирішив звернутися безпосередньо до французького імператора Наполеона III, який на той час перебував зі своєю армією в Ломбардії. Франція воювала на боці П'ємонту-Сардинії проти Австрії. Штаб Наполеона знаходився в невеликому містечку Сольферіно. Дюнан написав книгу з  похвалою Наполеонові III, з наміром подарувати її імператору, а потім вирушив до Сольферіно, щоб особисто зустрітися з ним.

### Битва під Сольферіно
Дюнан прибув до Сольферіно ввечері 24 червня 1859 року, де за кілька годин до того завершилася битва між обома сторонами конфлікту. Двадцять три тисячі поранених, вмираючих та мертвих залишились на полі бою, і бажаючих та спроможних надати допомогу людей виявилося небагато. Вражений таким станом подій, Дюнан сам виступив з ініціативою організувати цивільне населення, для надання допомоги постраждалим і хворим солдатам. Їм бракувало достатньої кількості матеріалів та обладнання, але Дюнан організував закупівлю всього необхідного та допоміг створити імпровізовані лікарні. Він переконав населення обслуговувати поранених, не враховуючи їх сторону в конфлікті, відповідно до гасла «Tutti fratelli» (Усі брати), придуманого жінками сусіднього міста. Він також домігся звільнення австрійських лікарів, захоплених французами.

### Заснування Червоного Хреста
Повернувшись до Женеви на початку липня 1859 року, Дюнан вирішив написати книгу про свої переживання, яку назвав Un Souvenir de Solferino (Спогади про Сольферіно). Книга була опублікована у 1862 році тиражем 1600 примірників. У книзі він описав битву, її людські втрати та хаотичні наслідки після неї. Він також розвинув ідею про те, що в майбутньому повинна існувати нейтральна організація для надання допомоги пораненим солдатам. Він поширював книгу багатьом провідним політичним та військовим діячам Європи.

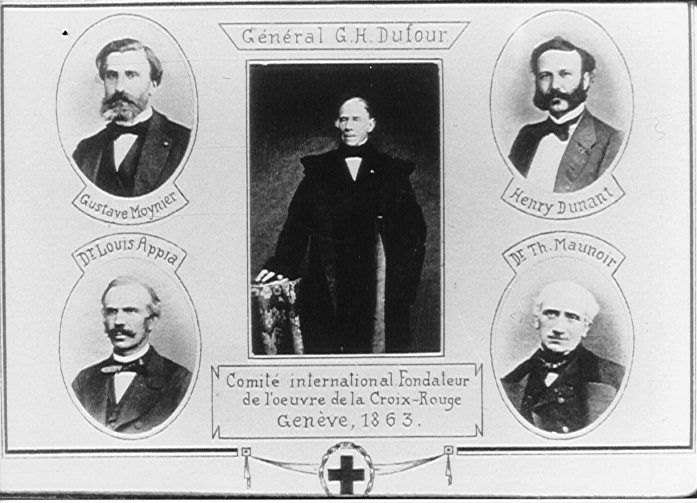
Засновники Міжнародного комітету Червоного Хреста (зліва направо): Гюстав Муаньє, Луї Аппіа, Гійом-Анрі Дюфур, Анрі Дюнан, Теодор Монуар

Дюнан також почав подорожувати Європою, щоб просувати свої ідеї. Його книга була сприйнята здебільшого позитивно, і президент Женевського товариства громадського добробуту, юрист Гюстав Муаньє зробив книгу та її пропозиції темою засідання організації 9 лютого 1863 року. Рекомендації Дюнана були розглянуті та позитивно оцінені членами товариства. Вони створили Комітет із п'яти осіб, який надалі розглядав можливість їх реалізації, і зробили Дюнана одним з їх провідних членів. Також у складі комітету були Гюстав Муаньє, генерал швейцарської армії Гійом-Анрі Дюфур та лікарі Луї Аппіа та Теодор Монуар. Їх перше засідання 17 лютого 1863 р. зараз вважається датою заснування Міжнародного комітету Червоного Хреста.
З самого початку Vуаньє і Дюнан мали великі розбіжності  щодо своїх бачень та планів. Муаньє вважав ідею Дюнана встановлення статусу нейтралітету для тих, хто надає медичну допомогу, нездійсненною і порадив Дюнану не наполягати на цій концепції. Однак Дюнан продовжував відстоювати цю позицію у своїх поїздках та розмовах з високопоставленими політичними та військовими діячами. Це посилило особистий конфлікт між Муаньє, який дотримувався прагматичного підходу на відміну від Дюнана-ідеаліста.
У жовтні 1863 року 14 держав взяли участь у засіданні в Женеві, організованому комітетом, для обговорення питання вдосконалення догляду за пораненими солдатами. Під час зустрічі Дюнан був керівником засідання. Через рік, 22 серпня 1864 року, Дипломатична конференція, організована швейцарським парламентом, призвела до Першої Женевської конвенції, яку підписали 12 держав.

### Період забуття
У квітні 1867 року банкрутство фінансової фірми ‘’Crédit Genevois’’ призвело до скандалу за участю Дюнана. Соціальний резонанс у Женеві призвів до закликів виключити Дюнана з Міжнародного комітету. 25 серпня 1867 року він подав у відставку з посади секретаря, а 8 вересня був повністю виключений з комітету за наполяганням Гюстава Муаньє (який став президентом Комітету в 1864 році). Зрештою Дюнан  оголосив себе банкрутом і був засуджений Женевським торговим судом 17 серпня 1868 року за фінансові махінації. Через інвестиції у цю фірму, його сім'я та багато його друзів також сильно постраждали від падіння компанії.
У лютому 1868 року померла мати Дюнана. Пізніше того ж року він був виключений з YMCA. Ще в  березні 1867 року він покинув рідне місто Женеву і не повернувся сюди до кінця свого життя. У наступні роки Муаньє, ймовірно, використовував свій вплив, щоб Дюнан не отримував допомоги та підтримки від своїх друзів. Наприклад, золота медаль Науки Моралеса на Всесвітній виставці в Парижі дісталася не Дюнану, як спочатку планувалося, а Муаньє, Дюфуру та Дюнану разом, і призові гроші надходили лише Комітету в цілому. Програма Наполеона III взяти на себе половину боргів Дюнана, якщо друзі Дюнана забезпечать другу половину, також була зірвана зусиллями Муаньє.
Дюнан переїхав до Парижа, де жив у скрутних умовах. Однак він продовжував розповсюджувати свої гуманітарні ідеї та плани. Під час франко-прусської війни (1870—1871) він заснував ‘’Товариство спільної допомоги’’ (Allgemeine Fürsorgegesellschaft). Він ініційовував переговори щодо роззброєння та створення міжнародного суду та  посередництва у міжнародних конфліктах. Пізніше він працював над створенням світової бібліотеки, ідея якої мала відгук у майбутніх проектах, таких як ЮНЕСКО.
Продовжуючи займатися і відстоювати свої ідеї, він ще більше нехтував своїм власним становищем та доходами, ще більше уникаючи своїх знайомих. Незважаючи на те, що він був призначений почесним членом національних товариств Червоного Хреста Австрії, Нідерландів, Швеції, Пруссії та Іспанії, він був майже забутий в офіційному дискурсі Міжнародного руху Червоного Хреста. Дюнан жив у злиднях, проживаючи у різних містах: Штутгарт, Рим, Корфу, Базель та Карлсруе. У Штутгарті він познайомився зі студентом Тюбінгенського університету Рудольфом Мюллером, з яким мав тісну дружбу. У 1881 році разом із друзями зі Штутгарта він вперше поїхав до маленького швейцарського курортного селища Гайден. У 1887 році, проживаючи в Лондоні, він почав отримувати щомісячну фінансову підтримку від деяких віддалених членів сім'ї, і він переїхав до Гайдена в липні. Він провів там решту свого життя, а після 30 квітня 1892 року жив у лікарні та будинку престарілих під керівництвом доктора Германа Альтгерра.
У Гайдені він зустрів молодого вчителя Вільгельма Зондереггера та його дружину Сюзсанну; вони закликали його записати свій життєвий досвід. Дружина Зондереггера заснувала відділення Червоного Хреста в Гайдені, а в 1890 р. Дюнан став його почесним президентом. Разом із Зондереггерами Дюнан сподівався і надалі просувати свої ідеї, включаючи видання своїх книг. Однак їх дружба згодом була у напруженому стані, після невиправданих звинувачень Дюнана в тому, що Зондереггер із Муаньє в Женеві змовилися проти Дюнана. Сондереггер помер у 1904 році у віці 42 років. Незважаючи на їх напружені стосунки, Дюнан був глибоко розчарований несподіваною смертю. Захоплення Вільгельма та Сусанни Зондереггер Дюнаном передалося їхнім дітям. У 1935 році їх син Рене опублікував збірник листів Дюнана до свого батька.
У вересні 1895 р. Георг Баумбергер, головний редактор газети ‘’Die Ostschweiz’’, написав статтю про засновника Червоного Хреста, з яким познайомився та спілкувався під час прогулянки в Гайдені місяцем раніше. Стаття під назвою «Анрі Дюнан, засновник Червоного Хреста», з'явилася в німецьких журналах і газетах, і незабаром стаття була передрукована в інших виданнях по всій Європі. Стаття вразила громадськість, і Дюнан отримав нову увагу та підтримку. Він отримав швейцарську державну премію імені доктора Альфреда Біне-Фендта’ та листи подяки від Папи Римського Лева XIII. Завдяки грошовій підтримці російської царської вдови Марії Федорівни та інших пожертв, фінансове становище Анрі Дюнана значно покращилося.
У 1897 році Рудольф Мюллер, який працював на той час вчителем у Штутгарті, написав книгу про походження Червоного Хреста, змінивши ‘’офіційну версію Муаньє’’, та підкреслити роль Дюнана. Книга також містила текст ‘’Спогади про Сольферіно’’. Дюнан розпочав обмін листуванням з Бертою фон Зуттнер і написав численні статті та твори. Він особливо активно писав про права жінок, і в 1897 році сприяв заснуванню жіночої організації «Зелений хрест», єдина секція якої діяла в Брюсселі.

### Нобелівська премія миру

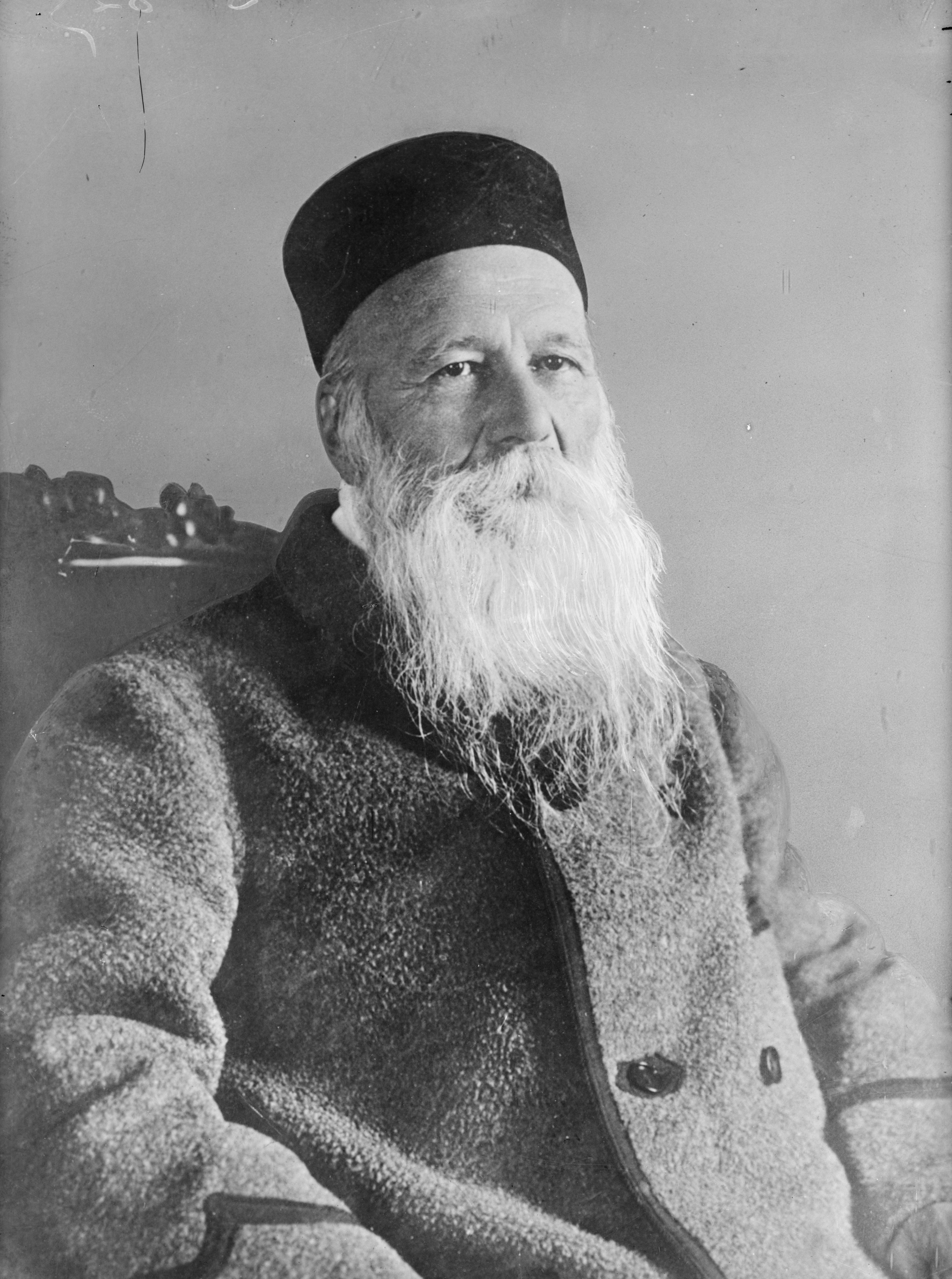
Анрі Дюнан, 1901 рік

У 1901 році Дюнан був нагороджений першою в історії Нобелівською премією миру за роль у створенні Міжнародного руху Червоного Хреста та ініціації Женевської конвенції. Державними та приватними засобами Мюллер, а пізніше норвезький військовий лікар Ганс Даае (який отримав примірник книги Мюллера), виступали за справу Дюнана перед Нобелівським комітетом протягом 4 років. Нагороду спільно отримав французький пацифіст Фредерік Пассі, засновник Ліги миру, який працював спільно з Анрі Дюнаном у ‘’Всесвітньому альянсі за порядок та цивілізацію’’. Офіційне привітання, яке він отримав від Міжнародного комітету, нарешті означало реабілітацію репутації Дюнана: «Немає людини, яка більше заслуговує на цю честь, бо саме ви сорок років тому поставили на ноги міжнародну організацію, яка займається допомогою пораненим на полі бою. Без Вас Червоного Хреста, найвищого гуманітарного досягнення дев'ятнадцятого століття, мабуть, ніколи не було здійснено».
Муаньє та Міжнародний комітет у цілому також були номіновані на приз. Хоча Дюнана в процесі відбору підтримував широкий спектр, він все ще був суперечливим кандидатом. Деякі стверджували, що Червоний Хрест та Женевська конвенція зробили війну більш привабливою та вигідною, усунувши питання страждання людей. Тому Мюллер у листі до комітету стверджував, що премію слід розподілити між Дюнаном і Пассі, які протягом певного часу були провідними кандидатами на посаду єдиного одержувача премії.
Поділивши приз між Пассі та Дюнаном, Нобелівський комітет створив прецедент для умов відбору Нобелівської премії миру, що матиме значні наслідки в наступні роки. У розділі заповіту Нобеля було зазначено, що приз повинна отримати особа, яка працювала над скороченням чи ліквідацією постійних армій, або безпосередньо для сприяння мирним конференціям, що зробило Пассі найкращим вибором, згідно з його миротворчої діяльності. Однак інша частина заповіту Нобеля відзначила, що потрібно видати премію тій людині, яка найкраще зміцнила «братерство людей». Це можна трактувати більш загально, як сприйняття такої гуманітарної діяльності, як діяльність Дюнана, так і миротворчої діяльності, як діяльність Пассі. Багато лауреатів Нобелівської премії миру в подальші роки можуть бути віднесені до будь-якої з цих двох категорій, вперше встановлених рішенням Нобелівського комітету в 1901 році.
Гансу Даае вдалося розмістити частину призового фонду Дюнана, 104 000 швейцарських франків, в норвезькому банку і перешкодити доступ до нього кредиторів. Сам Дюнан ніколи не витрачав ці кошти для власних потреб, продовжуючи жити простим життям і заповівши їх тим, хто піклувався про нього та на благодійність.

### Останні роки життя
Серед кількох інших нагород у наступні роки, в 1903 році Дюнан отримав почесний докторський ступінь на медичному факультеті Гейдельберзького університету. Він жив у будинку для літніх людей у айдені до самої смерті. В останні роки свого життя він страждав від депресії та параної щодо переслідування своїми кредиторами та Гюставом Муаньє. Бували навіть дні, коли Дюнан наполягав, щоб кухар спочатку перший скуштував їжу, щоб захистити його від можливого отруєння. В останні роки він відкинув і напав на кальвінізм і організував релігію в цілому.  За словами медсестер, завершальним завданням його життя було відправити копію книги Мюллера італійській королеві з особистим посвяченням. Анрі Дюнан помер 30 жовтня 1910 року, і його останніми словами були: «Як темно стає навкруги!»"
За його бажанням, його поховали без церемонії у Цюриху. У своєму заповіті він пожертвував кошти на забезпечення «вільних ліжок» в будинку для літніх людей в Гайдені, щоб ті були завжди доступні для бідних громадян міста, і передав гроші друзям та благодійним організаціям у Норвегії та Швейцарії. Решта коштів надійшли його кредиторам, частково звільнивши його борг. Його нездатність повністю стерти борги була для нього великим тягарем до самої смерті.

День народження Анрі Дюнана, 8 травня, відзначається як Всесвітній день Червоного Хреста та Червоного Півмісяця. У колишньому будинку для літніх людей у Гайдені знаходиться музей Анрі Дюнана. У Женеві та інших місцях є численні вулиці, площі та школи, названі на його честь. Медаль Анрі Дюнана, яку раз на два роки присуджує Постійна комісія Міжнародного руху Червоного Хреста та Червоного Півмісяця, є його найвищою відзнакою.

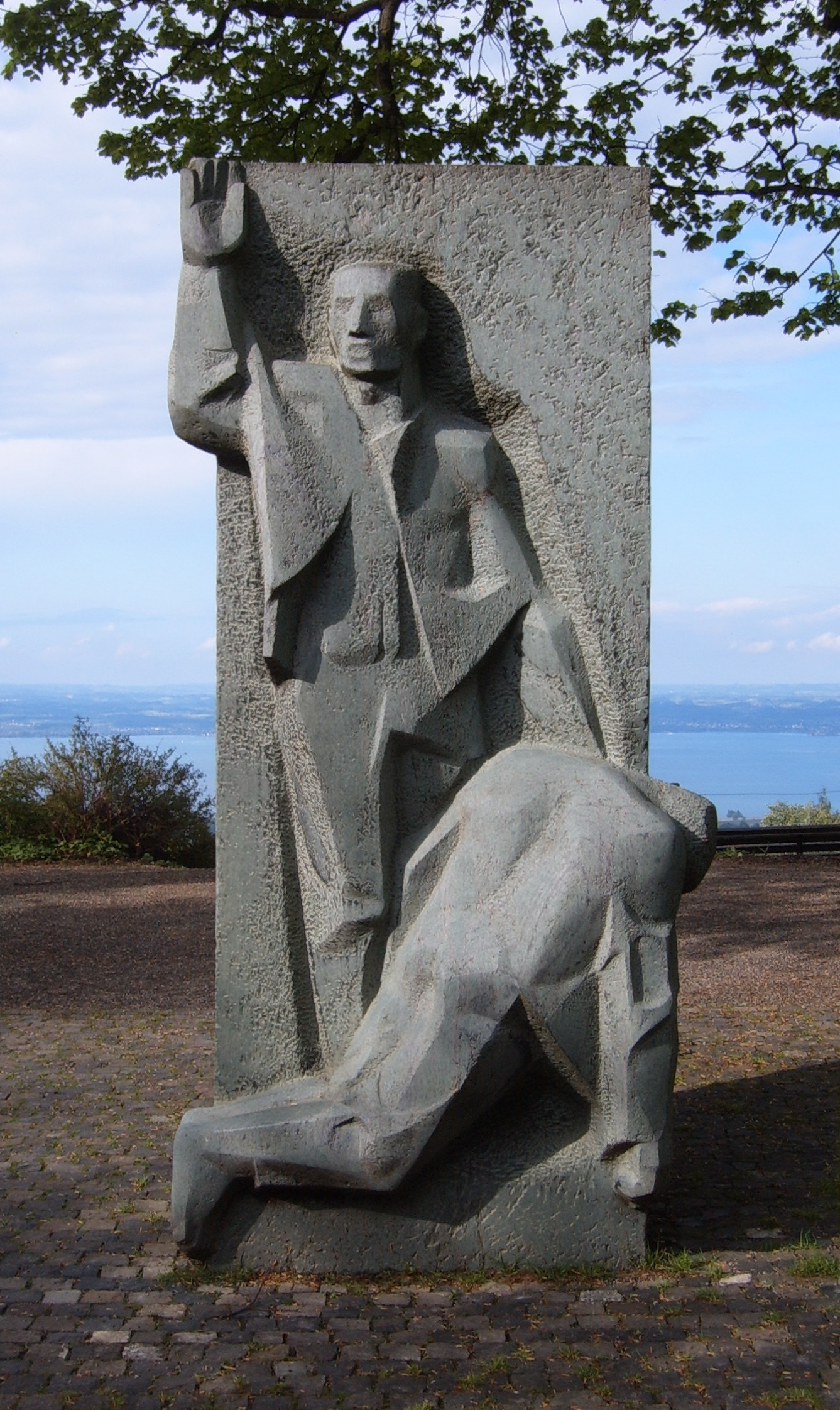
Пам'ятник Дюнану в Швейцарії